# America First Committee
Das America First Committee (AFC) war die größte isolationistische Organisation der Vereinigten Staaten, die gegen eine Beteiligung der USA am Zweiten Weltkrieg agitierte. Im September 1940 gegründet, löste sie sich vier Tage nach dem Angriff auf Pearl Harbor im Dezember 1941 selbst auf.

## Mitglieder und Unterstützer
Das AFC wurde am 4. September 1940 von R. Douglas Stuart Jr. (Yale University) und anderen Studenten wie dem späteren Präsidenten Gerald Ford, Sargent Shriver und dem späteren Richter am US-Supreme Court Potter Stewart gegründet. Weitere Mitglieder und Unterstützer waren die Senatoren Burton K. Wheeler, Robert Rice Reynolds und Gerald Nye, die Abgeordneten Clare Hoffman und Hamilton Fish III, Henry Ford (Ford Motor Company), Norman Thomas, der Präsidentschaftskandidat und Vorsitzende der Sozialistischen Partei der USA, sowie der Flieger Charles Lindbergh, der als Sprecher des AFC fungierte. Personen des öffentlichen Lebens, wie die Schriftsteller Sinclair Lewis, E. E. Cummings, Gore Vidal, Theodore Roosevelts Tochter Alice Roosevelt Longworth, Filmproduzent Walt Disney und die Schauspielerin Lillian Gish unterstützten das Committee.
Auf ihrem Höhepunkt hatte die Organisation 800.000 Mitglieder, wobei Illinois mit 135.000 am stärksten vertreten war. Die nationale Zentrale war in Chicago, ihr erster Präsident Robert E. Wood (Sears). Von den 370.000 US-Dollar eingesammelten Spendengeldern stammte die Hälfte von Millionären wie William H. Regnery und H. Smith Richardson (Vick Chemical Company), R. E. Wood, Joseph M. Patterson (New York Daily News) und seinem Cousin Robert R. McCormick (Chicago Tribune).

## Aktivitäten
Das AFC lancierte eine Petition, um die Umsetzung des „1939 Neutrality Act“ zu erzwingen und Franklin D. Roosevelt an sein Versprechen zu erinnern, Amerika aus dem Krieg herauszuhalten. Es misstraute Roosevelt, dem es vorwarf, das amerikanische Volk zu belügen. Einen Tag nachdem dieser am 18. Februar 1941 das Leih- und Pachtgesetz dem Kongress vorgelegt hatte, welches trotz Neutralität die Versorgung der Alliierten vorsah, versprach das AFC mit „aller verfügbarer Kraft“ dagegen zu opponieren. Dasselbe tat sie gegenüber der Atlantik-Charta vom 14. August 1941, der bewaffneten Begleitung von Schiffen und der Erhöhung des ökonomischen Drucks auf Japan. Zwecks Verhinderung des Leih- und Pachtgesetzes und der Stärkung der Neutralität formulierte das AFC vier Grundprinzipien:
- Die USA müssen eine unüberwindliche Verteidigung aufbauen
- Keine fremde Macht oder Gruppe kann das vorbereitete Amerika erfolgreich angreifen
- Die amerikanische Demokratie kann nur erhalten werden, wenn sich das Land aus dem europäischen Krieg heraushält
- „Unterstützung zur Kriegsverkürzung“ schwächt die nationale Verteidigung und beschleunigt die Verwicklung Amerikas in auswärtige Kriege

Trotz des Kriegsbeginns in Europa wollte eine überwältigende Mehrheit der amerikanischen Bürger dem Krieg wenn möglich fernbleiben. Das AFC war in den 15 Monaten seines Bestehens Ausdruck dieser weitverbreiteten Anti-Kriegsgefühle.
Der „Scribner's Commentator“ und „Herald“ waren die wichtigsten Publikationen des America First Committee.

## Charles Lindbergh

Charles Lindbergh war die bekannteste Persönlichkeit des AFC.

Charles Lindbergh war durch seine bahnbrechende Atlantik-Überquerung per Flugzeug im Jahr 1927 eine bekannte Persönlichkeit. Aus persönlichen Gründen zog er in den dreißiger Jahren nach Europa und bereiste vor allem Frankreich und Deutschland. In beiden Ländern besuchte er Zentren der Luftfahrt und Industrie, auch als Berichterstatter des amerikanischen Militärattachés in Berlin. Bei den Reisen durch Deutschland stellte er eine starke Aktivität auf dem Gebiet der Luftfahrtindustrie fest. 1936 wurden er und seine Frau von Hermann Göring zu den Olympischen Spielen von Berlin eingeladen. Göring, der Chef der neu aufgebauten deutschen Luftwaffe, verlieh Lindbergh im Auftrag Hitlers für seine Verdienste um die Luftfahrt und seine „Verdienste um das Deutsche Reich“  am 19. Oktober 1938 den „Deutschen Adlerorden“, eine Stiftung Hitlers zur Ehrung ausländischer Staatsangehöriger.
Als er 1939 in die USA zurückkehrte, trat Lindbergh gegen eine Teilnahme an einem möglichen europäischen Krieg ein. Er zog bereits vor Gründung des AFC die Motive der Regierung Roosevelt in Zweifel; seine Antikriegsposition bezog er schon vor der Luftschlacht um England und dem Leih- und Pachtgesetz.
Lindberghs erste Radiorede, noch vor AFC-Gründung, übertrugen am 15. September 1939 alle drei großen Radionetze der USA (MBS, NBC, CBS). Er forderte seine Hörer auf, hinter die Reden und die Propaganda, mit denen sie gefüttert werden, zu blicken. Sie sollten sich die Reden- und Berichteschreiber und die Zeitungsbesitzer ebenso wie jene, welche die Redner beeinflussten, ansehen.
In seinen ersten Reden für America First trat er hauptsächlich für eine Verteidigung der amerikanischen Hemisphäre ein. Er war überzeugt, dass potentielle Angreifer durch die Insellage des Landes auf die Küsten beschränkt blieben und folglich die Luft- und Küstenverteidigung zu stärken sei. Um den Frieden zu erhalten, genüge eine starke Verteidigung. Immer wieder wies er darauf hin, dass es den Amerikanern nicht möglich war, über diese Fragen abzustimmen und sie stattdessen in Fragen involviert sind, die nicht ihre, sondern Sache Europas sei.
1940/41 war Lindbergh der von der Öffentlichkeit am meisten wahrgenommene Sprecher des AFC. Sein persönlicher Ruhm stärkte das Potential der Bewegung, Schatten seiner Vergangenheit und andere Punkte marginalisierten jedoch deren Nachricht. Unabhängig von der zunehmenden Kontroverse um die Ziele des AFC teilten die meisten Amerikaner die isolationistische These und respektierten Lindbergh. 1941 begann sich die öffentliche Meinung langsam gegen ihn zu wenden. „Jede Seite kämpfte um die Seele der Nation“, schrieb der Pulitzer-Preis-Träger und Lindbergh-Biograf A. Scott Berg, „die verbale Auseinandersetzung zwischen Roosevelt und Lindbergh währte elf Monate.“ Berg schreibt, dass Mitglieder der Regierung Roosevelt Lindbergh als einen ihrer anspruchsvollsten Rivalen betrachteten. Weitere erwuchsen dem Committee etwa im Council for Democracy von Charles Douglas Jackson.

### Rede in Los Angeles
Am 2. Juni 1940 sprach Lindbergh auf einem „Peace and Preparedness Mass Meeting“ in Los Angeles. Er kritisierte die Bewegungen, die in seiner Wahrnehmung Amerika in den Krieg führten. Er erklärte, dass die USA in einer Position seien, die sie nahezu unangreifbar machten und dass, wenn Interventionisten von der „Verteidigung Englands“ sprachen, sie in Wirklichkeit die „Niederlage Deutschlands“ meinten. Sein Auftritt im Hollywood Bowl war von der Präsenz einiger aggressiver Teilnehmer überschattet.

### Rede in Iowa
Seine Rede in Des Moines (Iowa) am 11. September 1941 ließ die Spannungen eskalieren. Er nannte als Kräfte, die Amerika in den Krieg führten, die Briten, die Regierung Roosevelt und die Juden. Während er Sympathie für die Lage der Juden in Deutschland äußerte, stellte er dar, dass Amerikas Kriegseintritt ihnen nicht helfen würde:

„Es ist nicht schwer zu verstehen, warum jüdische Menschen den Sturz Nazi-Deutschlands verlangen. Die Behandlung, die sie in Deutschland erleiden, würde ausreichen, um jede Rasse zu bitteren Feinden zu machen. Keine Person mit Würde kann stillschweigend die Behandlung hinnehmen, die die jüdische Rasse in Deutschland erleidet. Aber auch keine Person mit Ehre und Weitblick kann ihre Pro-Kriegs-Politik betrachten, ohne wahrzunehmen, welche Gefahr in einer solchen Politik liegt, für sie und für uns.
Anstatt für den Krieg zu agitieren, sollten die jüdischen Gruppen in diesem Land ihm auf jede nur mögliche Art entgegentreten, weil sie die Ersten sein werden, welche die Konsequenzen spüren. Toleranz ist ein Wert, der von Frieden und Stärke abhängt. Die Geschichte zeigt, dass sie in Krieg und Verwüstung nicht überleben kann. Ein paar weitsichtige jüdische Menschen realisieren das und opponieren gegen die Intervention. Aber die Mehrheit tut es nicht. Die größte Gefahr für dieses Land liegt in deren Besitz und Einfluss auf die Filmindustrie, unsere Presse, unser Radio und unsere Regierung.“

Lindbergh wurde daraufhin von verschiedenen Medien und Politikern als Antisemit bezeichnet, worauf er entgegnete, er sei missverstanden worden und kein Antisemit.

## Ergebnisse
Ein grundlegendes Problem des AFC war, dass es mit seiner Botschaft nicht über das Radio hinauskam. Es gab nur wenige lokale Gruppen, die im Sinne einer Graswurzelbewegung versuchten, in ihrer unmittelbaren Umgebung die öffentliche Meinung zu beeinflussen. Abgesehen von seiner offensichtlichen Ineffizienz hatte das America First Committee aber genug Potential, um das Leih- und Pachtgesetz eine Zeit lang aufzuhalten und der Roosevelt-Regierung über zwei Jahre eine Opposition entgegenzusetzen.
Mit der formellen Kriegserklärung gegen Japan, die dem Angriff auf Pearl Harbor folgte, beschloss das Committee am 11. Dezember 1941, sich selbst aufzulösen. In der Erklärung hieß es:

„Unsere Prinzipien waren richtig. Wären sie befolgt worden, hätte ein Krieg abgewendet werden können. Es hat keinen Sinn mehr, jetzt darüber zu sinnieren,  was hätte sein können, wären unsere Ziele erreicht worden. Wir sind im Krieg. Obwohl es viele wichtige nebenläufige Überlegungen geben kann, ist das primäre Ziel nicht schwer zu formulieren. Es kann vollständig in einem Wort definiert werden: Sieg.“

## Nachwirkungen
Angeblich soll Laura Ingalls, die 1943 wegen des Vertretens fremder Interessen vor der US-Öffentlichkeit (Verstoß gegen den Foreign Agents Registration Act von 1938) vier Monate im Gefängnis saß, eine der Propagandistinnen des AFC gewesen sein. Das Gleiche gilt für den Autor und NS-Propagandisten George Sylvester Viereck, der von 1942 bis 1947 inhaftiert war.
In seiner Antrittsrede anlässlich seiner Amtseinführung am 20. Januar 2017 sprach Donald Trump davon, dass von nun an eine neue Vision die USA regieren werde, es werde nur noch „America First“ heißen.